# Calepinage
Pour les articles homonymes, voir Calepinage (homonymie).

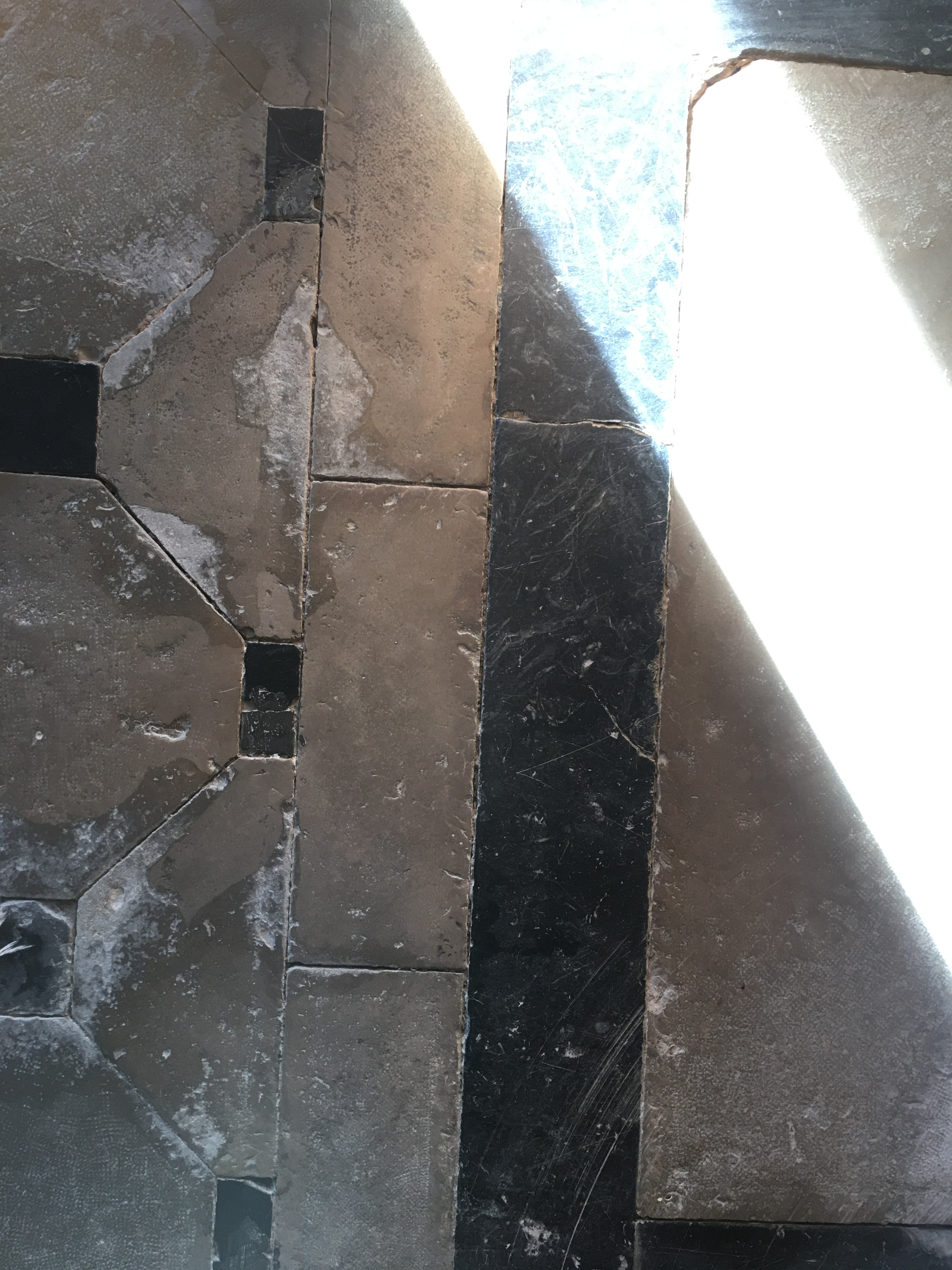
Exemple de calepinage de carrelages

Le calepinage est le dessin, sur un plan ou une élévation, de la disposition d'éléments de formes définies pour former un motif, composer un assemblage, couvrir une surface ou remplir un volume. Le calepinage est par exemple nécessaire lors de la planification de carrelages, de couvertures, de placages, d'agencement, ou d'appareils.

## Buts
En général, le calepinage vise à déterminer avec précision :
- la manière dont les éléments sont disposés (notamment pour prendre en compte les cas particuliers présentés par les angles ou les jonctions) ;
- les types d'éléments nécessaires ;
- le nombre d'éléments de chaque type nécessaires.

Le calepinage s'avère indispensable afin de prévoir les matériaux nécessaires à la réalisation d'un chantier : chiffrer son coût, préparer les commandes et optimiser les découpes.
Certains professionnels orthographient le mot « calpinage »[réf. nécessaire].

### Charpente
Le terme est utilisé dans la charpente au sens de calcul permettant de connaître le nombre de pièces pour un chantier (nombre de chevrons, de lames de bardages etc.).

### Édition
Dans l'édition, le calepinage est le motif formé par l'assemblage d'une série de volumes dont les dos, placés côte à côte, forment une image.